# Veterinary Dermatology
Veterinary Dermatology, en abrégé Vet. Dermatol., est une revue scientifique publiée par Wiley-Blackwell. La revue est un organe de publication officiel des sociétés suivantes :
- European Society of Veterinary Dermatology
- American College of Veterinary Dermatology
- American Academy of Veterinary Dermatology
- European College of Veterinary Dermatology
- Chapter of Veterinary Dermatology of the Australian College of Veterinary Scientists
- Canadian Academy of Veterinary Dermatology
- Asian Society of Veterinary Dermatology
- International Society of Veterinary Dermatopathology
- World Association for Veterinary Dermatology
- International Committee on Allergic Diseases of Animals

La revue paraît six fois par an et publie des travaux consacrés aux maladies de la peau des mammifères, des oiseaux, des reptiles, des amphibiens et des poissons 
Le facteur d’impact était de 1,732 en 2014. Selon les statistiques de l'ISI Web of Knowledge, ce facteur d'impact place la revue en 25e position sur 62 revues dans la catégorie dermatologie et en 24e position sur 133 revues dans la catégorie médecine vétérinaire .